# ويل كونيل
ويل كونيل (بالإنجليزية: Will Connell)‏ هو مصور أمريكي، ولد في 1898، وتوفي في 1961.